# Mistrzostwa Świata w biegu na 100 km 2016
29. Mistrzostwa Świata w biegu na 100 km – zawody lekkoatletyczne, które odbyły się 27 listopada 2016 w Los Alcázares (Hiszpania).

## Medaliści
|                         | 1. miejsce                                                                                     | Rezultat | 2. miejsce                                                                       | Rezultat | 3. miejsce                                                                 | Rezultat |
| Mężczyźni indywidualnie | Hideaki Yamauchi                                                                               | 6:18:22  | Bongmusa Mthembu Cosmos                                                          | 6:24:06  | Patrick Reagan                                                             | 6:35:42  |
| Mężczyźni drużynowo     | Południowa Afryka 1. Bongmusa Mthembu Cosmos · 2. Gift Kabelo Kelehe · 3. David Ramaele Gatebe | 19:51:40 | Japonia 1. Hideaki Yamauchi · 2. Kaitaro Toike · 3. Yoshiki Takada               | 19:55:46 | Stany Zjednoczone 1. Patrick Reagan · 2. Geoffrey Burns · 3. Chikara Omine | 20:03:04 |
| Kobiety indywidualnie   | Kirstin Bull                                                                                   | 7:34:25  | Nikolina Šustić Stanković                                                        | 7:36:10  | Joasia Zakrzewski                                                          | 7:41:38  |
| Kobiety drużynowo       | Japonia 1. Mikiko Ota · 2. Aiko Kanematsu · 3. Chiyuki Mochizuki                               | 23:23:14 | Chorwacja 1. Nikolina Šustić Stanković · 2. Veronika Jurišić · 3. Antonija Orlić | 23:48:19 | Stany Zjednoczone 1. Pamela Smith · 2. Meghan Arbogast · 3. Traci Falbo    | 24:05:33 |

## Reprezentacja Polski

### Mężczyźni
Drużyna mężczyzn zajęła 10. miejsce z czasem 22:22:11
| Miejsce | Zawodnik          | Klub                     | Rezultat |
| 4.      | Tomasz Walerowicz | LKS Olymp Błonie         | 6:37:23  |
| 43.     | Jacek Będkowski   | LZS Zawisza Stara Kuźnia | 7:27:47  |
| 92.     | Tomasz Klimas     | LKS Olymp Błonie         | 8:17:01  |